# Jasujuki Morijama
Jasujuki Morijama (* 1. květen 1969) je bývalý japonský fotbalista.

## Klubová kariéra
Hrával za Nagoya Grampus Eight, Bellmare Hiratsuka, HIT Gorica, Sanfrecce Hiroshima, Kawasaki Frontale, Consadole Sapporo, FC Gifu.

## Reprezentační kariéra
Jasujuki Morijama odehrál za japonský národní tým v roce 1997 celkem 1 reprezentační utkání.

## Statistiky
| Japonsko | Japonsko | Japonsko |
| Roky     | Záp.     | Góly     |
| -------- | -------- | -------- |
| 1997     | 1        | 0        |
| Celkem   | 1        | 0        |